# ماکس پالنبرگ
ماکس پالنبرگ (آلمانی: Max Pallenberg؛ ۱۸ دسامبر ۱۸۷۷ – ۲۶ ژوئن ۱۹۳۴) هنرپیشه، خواننده و کمدین اهل کشور اتریش بود. وی در سال ۱۹۳۴ بر اثر سانحهٔ هوایی درگذشت.